# Јесења изложба УЛУС-а (2011)
Јесења изложба УЛУС-а (2011) одржала се у периоду од 1. до 20. децембра 2011. године, у галеријском простору Удружења ликовних уметника Србије, односно у Уметничком павиљону "Цвијета Зузорић". Уредница каталога и организаторка ове изложбе, била је Наталија Церовић.

## Уметнички савет УЛУС-а
- Градимир Рајковић
- Весна Голубовић
- Данкица Петровска
- Станка Тодоровић
- Предраг Лојаница
- Жељка Момиров
- Исидора Фићовић
- Мирослав Савић

## Излагачи
1. Раденко Аднађ
2. Слободан Амановић
3. Владимир Антић
4. Славомир Анђелић
5. Ђорђе Арнаут
6. Бошко Атанацковић
7. Милена Батак
8. Војна Баштовановић
9. Љиљана Блажеска
10. Олах Бела
11. Јелена Бојанић
12. Жарко Бјелица
13. Наташа Будимлија
14. Анита Бунчић
15. Здравко Велован
16. Бранка Веселиновић Поповић
17. Ивана Видић
18. Јармила Вешовић
19. Љубомир Вучинић
20. Слободан Врачар
21. Весна Голубовић
22. Оливера Гаврић Павић
23. Иван Грачнер
24. Станислав Гранић
25. Јасмина Гужвић
26. Снежана Гроздановић
27. Марион Дедић
28. Марио Ђиковић
29. Стојанка Ђорђић Николић
30. Предраг Ђукић
31. Јаков Ђуричић
32. Селма Ђулизаревић
33. Милица Жарковић
34. Зорана Јанковић
35. Драгана Јокић
36. Небојша Јоцић
37. Бранимир Карановић
38. Зоран Качаревић
39. Весна Кнежевић
40. Слободан Ковачевић
41. Слободан Аби Кнежевић
42. Момир Кнежевић
43. Владимир Комад
44. Јадран Крнајски
45. Мирјана Крстевска
46. Јелена Крстић
47. Радован Кузмановић
48. Слободан Кузмановић
49. Марко Лађушић
50. Драгомир Лазаревић
51. Небојша Лазић
52. Владимир Лалић
53. Предраг Лојаница
54. Ранка Лучић Јанковић
55. Драгана Малушић
56. Мирослав Мандић
57. Јован Маринковић
58. Весна Марковић
59. Лазар Марковић
60. Раде Марковић
61. Љиљана Мартиновић
62. Ана Машић
63. Јона Миковић
64. Предраг Милићевић Барбериен
65. Душан Миљуш
66. Славољуб Мирковић
67. Даница Митровић
68. Ружица Митровић
69. Жељка Момиров
70. Борислава Недељковић Продановић
71. Љубица Николић
72. Елизабета Новак
73. Иван Павић
74. Јосипа Пепа Пашћан
75. Ружица Беба Павловић
76. Зоран Пантелић
77. Миломирка Петровић
78. Данкица Петровска
79. Ставрос Поптсис
80. Мице Поптсис
81. Ивана Прлинчевић
82. Симонида Радоњић
83. Владимир Ристивојевић
84. Михаило Ристић
85. Дуња Савчић
86. Радомир Станчић
87. Миленко Стевановић
88. Добри Стојановић
89. Љиљана Стојановић
90. Слободанка Ступар
91. Александар Тодоровић
92. Халил Тиквеша
93. Драгана Тодоровић Скорић
94. Станка Тодоровић
95. Слободан Трајковић
96. Томислав Тодоровић
97. Младен Тушуп
98. Селман Тртовац
99. Тијана Фишић
100. Даниела Фулгоси
101. Ана Церовић
102. Сава Халугин
103. Зоран Чалија
104. Сања Црњански
105. Гордана Чекић
106. Никола Шиндик